# Funkübertragungsstelle
Als Funkübertragungsstelle (FuÜSt) werden bei der Deutschen Telekom (ehemals Deutsche Bundespost) alle eigenen Sendeanlagen bezeichnet, die dem Richtfunk, Mobilfunk, nichtöffentlichen mobilen Landfunkdienst sowie der terrestrischen Verbreitung von Fernsehen und Hörfunk dienen. Es kann sich dabei um Fernseh- oder Fernmeldetürme, Sendemasten oder auf Gebäuden errichtete Antennenträger handeln. Sendeanlagen für den Satelliten-Uplink tragen die Bezeichnung Erdfunkstelle (EFuSt).
Die Benennung einer Funkübertragungsstelle erfolgt durch den Namen des Ortsnetzes, an das sie angeschlossen ist, sowie einer fortlaufenden Nummer. Die deutschen Ortsnetze sind nach dem Ort benannt, in dem sich die Endvermittlungsstelle befindet. Da sich Ortsnetze in den meisten Fällen über mehrere Städte und Gemeinden erstrecken, muss der Name der Funkübertragungsstelle nicht identisch mit dem Ort sein, in dem sich die Sendeanlage befindet.
Für Planung, Bau und Unterhaltung der Funkübertragungsstellen ist die Deutsche Funkturm zuständig. Der Betrieb des konzerneigenen Richtfunknetzes erfolgt durch T-Home, den Sendebetrieb im Auftrag der Fernseh- und Hörfunkveranstalter führt Media Broadcast durch.

Beispiele
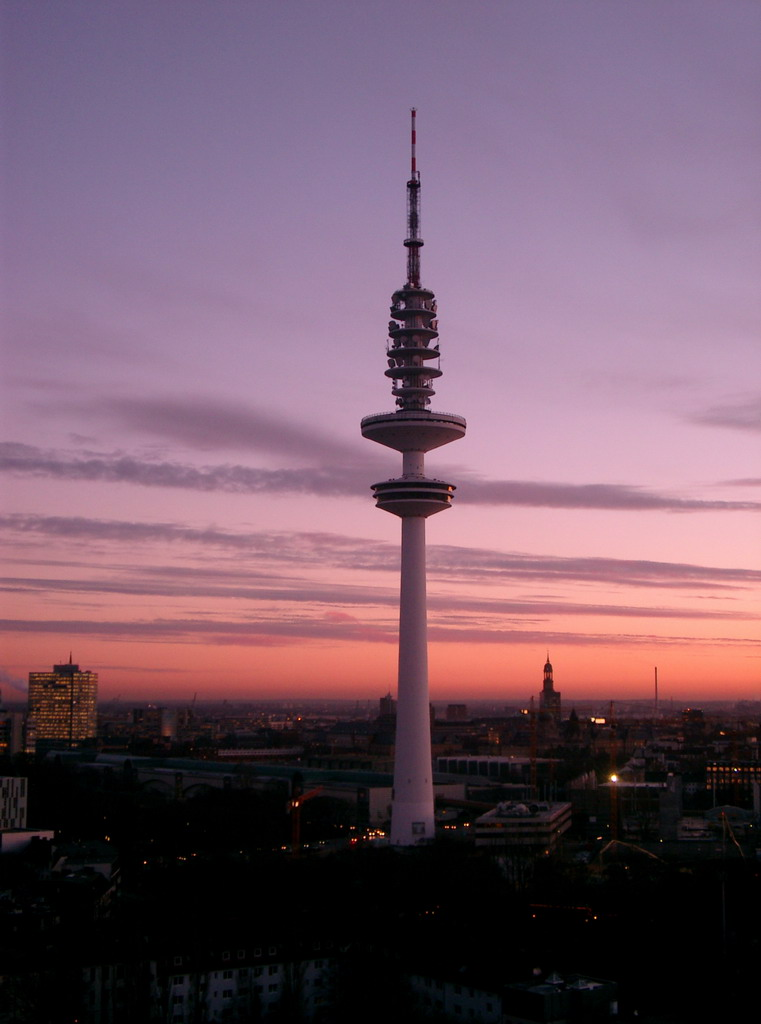
FuÜSt Hamburg 22: Heinrich-Hertz-Turm in Hamburg
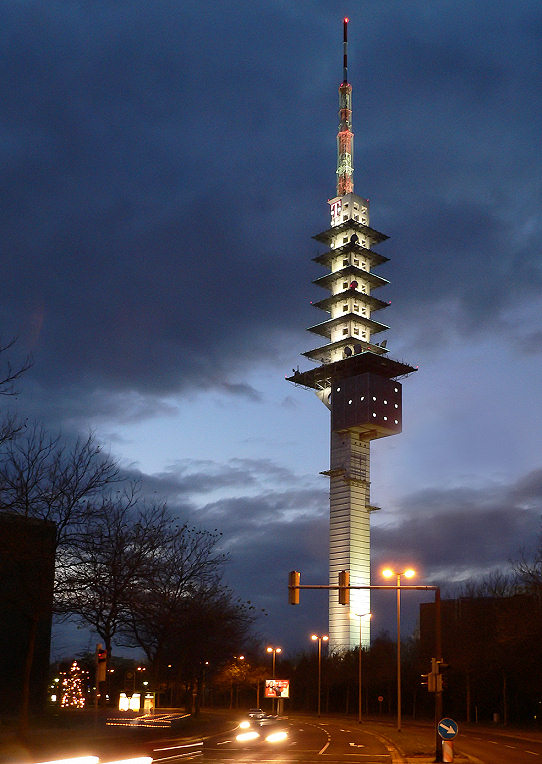
FuÜSt Hannover 9: Hannoverscher „Telemax“
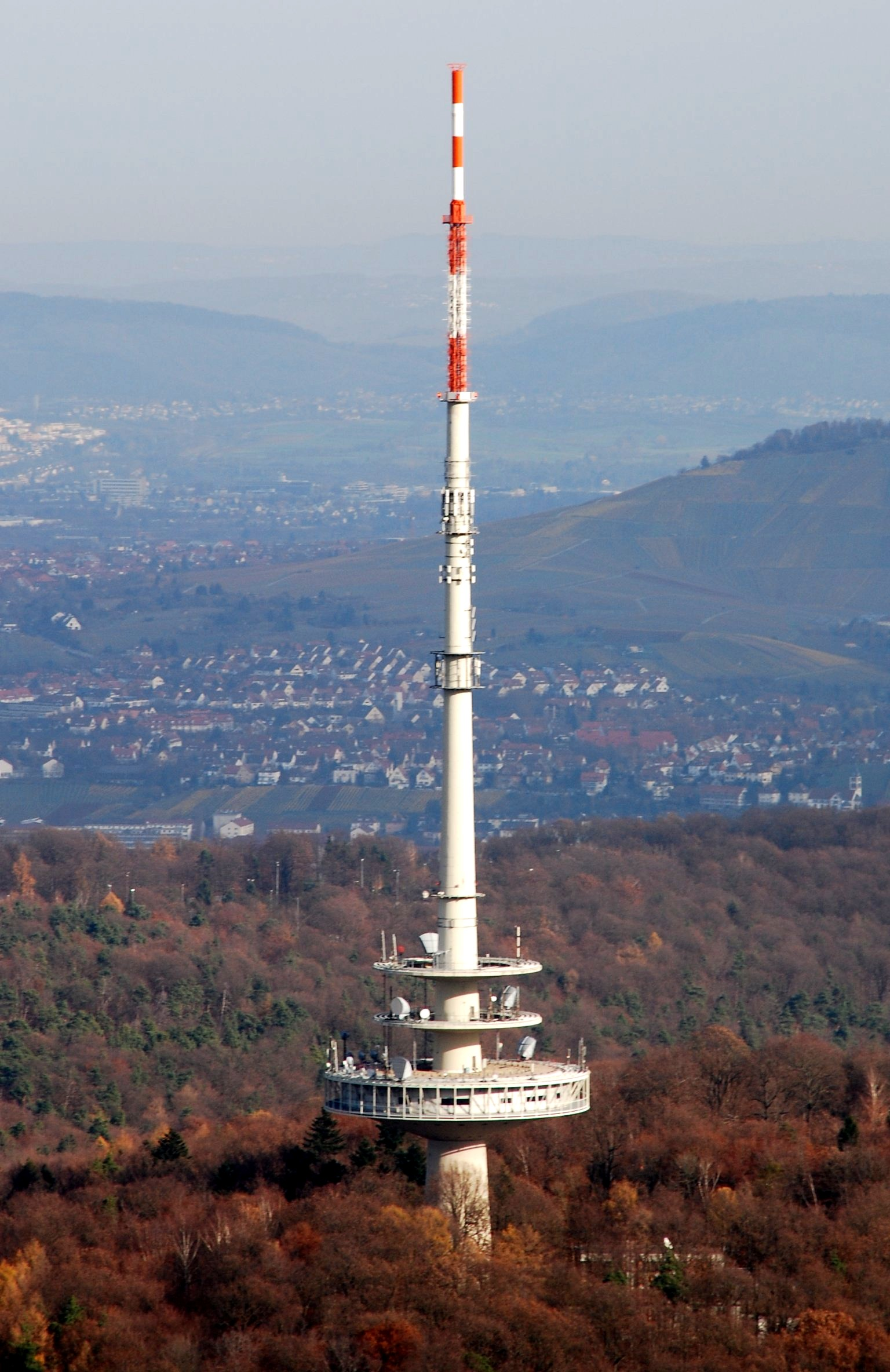
FuÜSt Stuttgart 7: Stuttgarter Fernmeldeturm
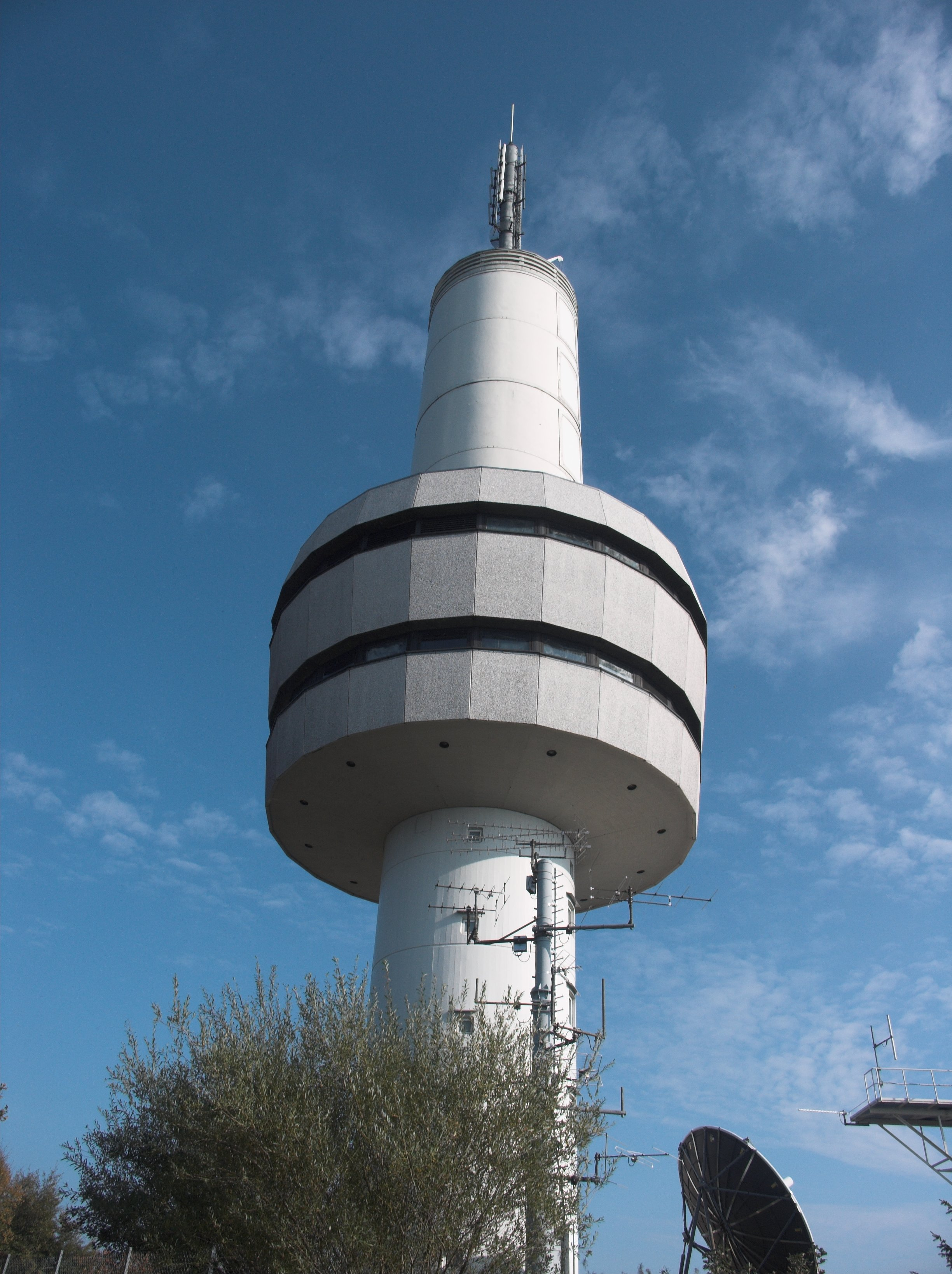
FuÜst Wieda: Ravensbergturm (ehem. Horchposten)